# Jonathan Rommelmann
Jonathan Rommelmann (Mülheim an der Ruhr, 18 dicembre 1994) è un canottiere tedesco, vice-campione olimpico nel 2 di coppia pesi leggeri, assieme a Jason Osborne, ai Giochi olimpici di Tokyo 2020 È stato campione europeo nel 2 di coppia pesi leggeri ai europei di Lucerna 2019..

## Palmarès
- Giochi olimpici

Tokyo 2020: argento nel 2 di coppia pesi leggeri.
- Mondiali

Aiguebelette 2015: argento nel 4 di coppia pesi leggeri.
Linz-Ottensheim 2019: bronzo nel 2 di coppia pesi leggeri.
- Europei

Lucerna 2019: oro nel 2 di coppia pesi leggeri.
Poznań 2020: argento nel 2 di coppia pesi leggeri.